# Výrava
Výrava là một làng thuộc huyện Hradec Králové, vùng Královéhradecký, Cộng hòa Séc.